# Yelena Slesarenko
Yelena Vladimirovna Slesarenko née Sivushenko (en russe : Елена Владимировна Слесаренко, née le 28 février 1982 à Volgograd) est une athlète russe pratiquant le saut en hauteur.

## Carrière
Quasi inconnue avant 2004, elle commença la saison en effaçant une barre à 2,04 m et devint championne du monde en salle. Aux Jeux olympiques d'été de 2004 à Athènes, elle remporta l'or avec un nouveau record personnel et national, battant le record de Tamara Bykova datant de 1984, avec une barre à 2,06 m. Après avoir passé cette barre, elle échoua de peu en demandant à sauter à 2,10 m ce qui aurait été un nouveau record du monde.
Blessée, elle dut faire l'impasse sur la saison 2005, mais dès le début de 2006, elle obtint le titre de championne du monde en salle avec un saut à 2,02 m
Le 19 janvier 2012, elle annonce renoncer aux Jeux de Londres qui se déroulent en juillet-août de la même année parce qu'elle est enceinte et pour problèmes de genou.
Elle fait sa dernière apparition à une compétition internationale lors des Championnats du monde de Moscou en août 2013 où elle échoue en qualification avec seulement 1,83 m. 
Elle annonce le 9 décembre 2014 prendre sa retraite sportive.

## Dopage
À la suite du scandale de dopage concernant la Russie, 454 échantillons des Jeux olympiques de Pékin en 2008 ont été retestés en 2016 et 31 se sont avérés positifs dont Anna Chicherova, médaille de bronze du saut en hauteur. En conséquence, Slesarenko pourrait se voir attribuer la médaille de bronze si l'échantillon B (qui sera analysé en juin) se révèle également positif. Le 6 octobre, Anna Chicherova est disqualifiée et doit rendre sa médaille, ce qui signifie que Slesarenko devrait la recevoir. Le 17 novembre, Slesarenko est à son tour disqualifiée et ne recevra pas cette médaille. Elle conteste ces accusations sur son compte instagram.

## Palmarès

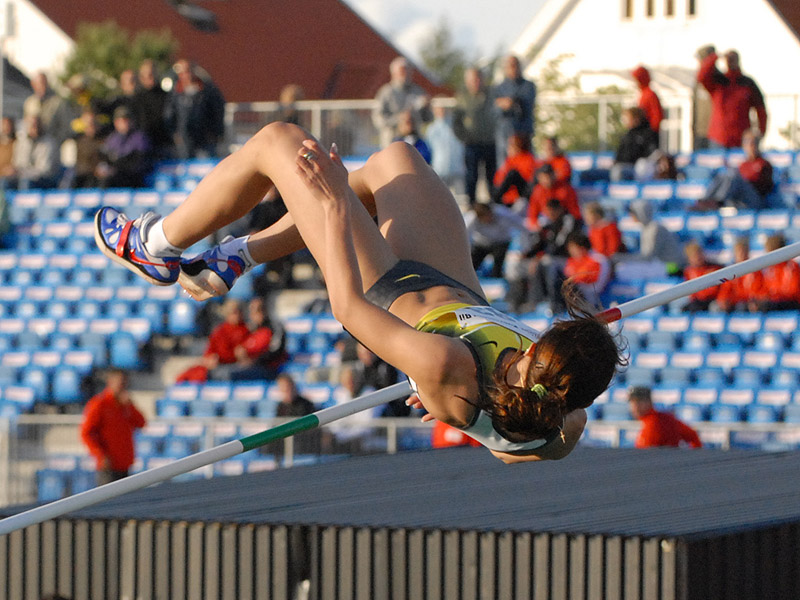
Yelena Slesarenko en 2007.

| Date | Compétition                         | Lieu             | Résultat | Marque  |
| ---- | ----------------------------------- | ---------------- | -------- | ------- |
| 2002 | Championnats d'Europe en salle      | Vienne           | 5e       | 1,90 m  |
| 2003 | Championnats d'Europe espoirs       | Bydgoszcz        | 2e       | 1,96 m  |
| 2003 | Universiade d'été                   | Daegu            | 3e       | 1,94 m  |
| 2004 | Coupe d'Europe des nations en salle | Leipzig          | 2e       | 1,96 m  |
| 2004 | Championnats du monde en salle      | Budapest         | 1re      | 2,04 m  |
| 2004 | Coupe d'Europe des nations          | Bydgoszcz        | 1re      | 2,04 m  |
| 2004 | Jeux olympiques                     | Athènes          | 1re      | 2,06 m  |
| 2004 | Finale mondiale                     | Monaco           | 1re      | 2,01 m  |
| 2004 | Golden League                       | Golden League    | 2e       | détails |
| 2005 | Championnats du monde               | Helsinki         | —        | DNS     |
| 2006 | Championnats du monde en salle      | Moscou           | 1re      | 2,02 m  |
| 2006 | Championnats d'Europe               | Göteborg         | 5e       | 1,99 m  |
| 2006 | Coupe du monde des nations          | Athènes          | 1re      | 1,97 m  |
| 2006 | Finale mondiale                     | Stuttgart        | 4e       | 1,94 m  |
| 2006 | Golden League                       | Golden League    | 3e       | détails |
| 2007 | Coupe d'Europe des nations          | Munich           | 1re      | 2,02 m  |
| 2007 | Championnats du monde               | Osaka            | 4e       | 2,00 m  |
| 2007 | Finale mondiale                     | Stuttgart        | 4e       | 1,94 m  |
| 2007 | Golden League                       | Golden League    | 2e       | détails |
| 2008 | Championnats du monde en salle      | Valence          | 2e       | 2,01 m  |
| 2008 | Jeux olympiques                     | Pékin            | —        | DSQ     |
| 2008 | Finale mondiale                     | Stuttgart        | —        | DSQ     |
| 2009 | Championnats du monde               | Berlin           | —        | DSQ     |
| 2011 | Championnats du monde               | Daegu            | —        | DSQ     |
| 2011 | DécaNation                          | Nice             | —        | DSQ     |
| 2011 | Ligue de diamant                    | Ligue de diamant | —        | DSQ     |
| 2013 | Championnats du monde               | Moscou           | qual.    | 1,83 m  |

## Records
| Épreuve         | Épreuve      | Performance | Lieu     | Date         |
| --------------- | ------------ | ----------- | -------- | ------------ |
| Saut en hauteur | En plein air | 2,06 m      | Athènes  | 28 août 2004 |
| Saut en hauteur | En salle     | 2,04 m      | Budapest | 7 mars 2004  |